# Památník Oskara Schindlera
Památník Oskara Schindlera se nachází ve městě Svitavy. Pomník byl odhalen proti rodnému domu Oskara Schindlera v Poličské ulici, v parku Jana Palacha. Město pomník odhalilo při příležitosti slavnostní předpremiéry filmu Schindlerův seznam v roce 1994.